# Tsega Beyene
Pour les articles homonymes, voir Beyene.
Tsega Beyene, née le 30 août 1994, est une coureuse cycliste éthiopienne. Elle est notamment championne d'Afrique du contre-la-montre par équipe en 2018 et 2019.

## Palmarès
- 2015
  -  Médaillée de bronze du contre-la-montre aux Jeux africains
  - 4e du championnat d'Afrique du contre-la-montre par équipe
  - 6e du championnat d'Afrique sur route
  - 10e du championnat d'Afrique du contre-la-montre
- 2016
  -  Médaillée d'argent du championnat d'Afrique du contre-la-montre par équipe
  - 3e de Martigny-Mauvoisin
  - 4e du championnat d'Afrique sur route
- 2017
  -  Médaillée d'argent du championnat d'Afrique du contre-la-montre par équipe
  - 5e du championnat d'Afrique sur route
- 2018
  -  Championne d'Afrique du contre-la-montre par équipe (avec Selam Amha, Eyeru Tesfoam Gebru et Eyerusalem Kelil)
  -  Médaillée d'argent du championnat d'Afrique sur route
  - 2e du championnat d'Éthiopie sur route
  - 2e de la course sur route de l'Africa Cup
  - 3e de la contre-la-montre par équipe de l'Africa Cup
- 2019
  -  Championne d'Afrique du contre-la-montre par équipe (avec Eyeru Haftu Reda, Selam Ahama Gerefiel et Eyeru Tesfoam Gebru)
  -  Médaillée de bronze du contre-la-montre par équipes aux Jeux africains